# Frank Maus
Frank Maus (n. Haan, Alemania, 1937) es un pianista y compositor alemán.

## Biografía
Frank Maus creció en Solingen y estudió piano y composición en el conservatorio de música en Colonia. Desde 1964 trabajó como maestro concertador en la Ópera Estatal de Viena y de 1966 a 1981 trabajó como maestro concertador en la Ópera Alemana de Berlín. Posteriormente fue nombrado catedrático en la Universidad de las Artes de Berlín. 
De 1967 a 1989 Maus colaboró con Herbert von Karajan, entre otros como coach, y trabajó como consejero musical de Deutsche Grammophon y EMI y como asistente personal de von Karajan. Dentro del mismo periodo (desde 1982 hasta 1989), Maus trabajó para la Orquesta Filarmónica de Berlín, y desde 2005 hasta 2010 trabajó como director musical del Conservatory Sanssouci International (COSI) en Potsdam.
Ha llevado a cabo colaboraciones con Lorin Maazel, Robert Stolz, Leonard Bernstein, Yehudi Menuhin, Daniel Barenboim, Dietrich Fischer-Dieskau, Luciano Pavarotti, Placido Domingo, Max Rostal, Nathan Milstein y Gregor Piatigorsky.

## Obras
- El gran muro. Opera. Estreno mundial en 1993 en Taipéi, una segunda version se reestrenó 1996 en Yokohama.
- Samel e Sanhong. Opera. Estreno mundial en Seoul 2004.[3]
- Chopin Nr. 3. Concierto de piano.
- Dem Menschen Menschlichkeit. Cantata para barítono y piano. Dedicada a Dietrich Fischer-Dieskau.
- Numerosas obras de música de cámara y piezas para piano en instrumentaciones diferentes.[1]

## Discografía (selección)
- 1983: Musik um den Futurismus. Berlin: Akademie der Künste. LP.
- 1988: Music By Erich Itor Kahn. CRI. CD/LP.
- 1989: Antonio Vivaldi: Die vier Jahreszeiten. Hamburg: Deutsche Grammophon. 2CD.
- 1990: Albinoni: Adagio; Pachelbel: Canon. Deutsche Grammophon. CD
- 1991: Berliner Philharmoniker, Rundfunkchor Stockholm, Stockholmer Kammerchor: Joseph Haydn: Die Schöpfung. Berlin Universal Music Entertainment, 2CDs.
- 1997: Johannes Brahms: Ungarische Tänze. Mit Oscar Shumsky. CD. Nimbus.
- 2004: Deutsches Symphonie-Orchester Berlin: Karl Amadeus Hartmann: Wachsfigurenkabinett (fünf kleine Opern). Wergo. 2CD.
- 2006: Klang der Zeiten. Mit Esther Lee. CD. Jubal.
- 2008: Karajan Adagio: Gold.Deutsche Grammophon. 2CD.
- 2013: Karajan Adagio: Music to Free Your Mind. Deutsche Grammophon. 2CD.